# オーロラエース
オーロラエースは、サムシンググッド（後のアイフォー）が開発していた日本語ワープロソフト。販売は当初は大塚商会が担当したが、後期にはサムシンググッド自身による販売となった。

## 概説
NECPC-9800シリーズ用のMS-DOS向けに開発されたワープロソフトである。同時代の管理工学研究所の「松」、ジャストシステムの「一太郎」に知名度は劣るものの、独自の機能が充実しており、販売元の関係から企業ユースが多かった。日本語入力システム(FEP)はACEが添付されていたが、katanaやVJEも使用可能だった。5インチフロッピーディスク2枚で提供され、1枚はアプリケーション本体と辞書ファイル、もう一枚がデータ・一時ファイル用であった。漢字変換の都度ディスクにアクセスし、時間がかかっていたが、RAMディスクやHDDの普及により、他のワープロソフトと同様に変換速度などが向上された。後にいくつかのバージョンや他メディアで提供されたが、1995年バージョンを最後に販売が終了した。

## 特徴的な機能
- 現在では一般的となっているが、当時は珍しかった機能があった。
  - 半角での漢字文字表記が可能であった。
  - ファンクションキーとの併用によるプルダウンメニューによる機能選択方式であった。ショートカットキーも使用可能であった。
  - 入力画面の背景が白地という設定を備えており、黒地画面も選択できた。また行間罫線の記述が可能であった。
- 文書内にカルクシートという簡単な表作成・表計算ソフト機能やグラフィックシートという作図ができる機能を備えていた。複数の作業ウインドウを作成可能だった。
- バージョンアップの際は機能をあまり増やさずに、旧バージョンで作成したデータとの互換性と動作の軽快さを重視していた。
- Newオーロラエースで価格は4980円と、当時の他のワープロソフトに比べて非常に安価。ただしマニュアルは簡易的なものしか付属しておらず、完全版のマニュアルは2000円での別売りとなっていた[1]。
- 同じくNewオーロラエースでは一画面に50行表示モードを用意。MS-DOSベースのワープロソフト[2]としては非常に画面の見通しのよいものであった[1]。

## ラインナップ
オーロラエース（Ver.1）NEC PC-9800シリーズ用MS-DOS版5インチフロッピーディスク
1986年に大塚商会から発売。
オーロラエース Ver.2 NEC PC-9800シリーズ用MS-DOS版5インチフロッピーディスク
1989年に大塚商会から発売。
Newオーロラエース(Katana Word Pro) NEC PC-9800シリーズ用MS-DOS版3.5インチフロッピーディスク
1993年にサムシンググッドから発売。
Newオーロラエース Ver.2 for Windows CDROM
1995年7月にサムシンググッドから発売。Katana（刀）Ver.4.5、FAX用のWinFaxLITEが同梱された。
オーロラエース95　Windows95版 CDROM
1995年12月にサムシンググッドから発売。完全32ビット化された。機能の制約はあるがXP、Vistaでも使用可能。